# SUKIMASWITCH TOUR'09 "DOUBLES" LIVE DVD
『SUKIMASWITCH TOUR'09 "DOUBLES" LIVE DVD』（スキマスイッチ・ツアー'09 "ダブルズ" ライブ・ディーブイディー）は、スキマスイッチのライブDVD。

## 解説
- 「SUKIMASWITCH TOUR'09 "DOUBLES"」のZepp Tokyoでの公演のライブ映像を収録。
- スキマスイッチのオフィシャルファンクラブ「デラックス」の会員のみに販売された。
- サポートメンバーを伴わない2人だけのライブ。

## 収録内容

### DISC-1
- SUKIMASWITCH TOUR'09 "DOUBLES" in Zepp Tokyo(2009.3.25)

1. ふれて未来を
2. 全力少年
3. メロドラマ
4. フィクション
5. 桜夜風
6. さみしくとも明日を待つ
7. 糸ノ意図
8. マリンスノウ
9. 水色のスカート
10. view
11. ガラナ
12. 奏（かなで）
13. 雫
14. 虹のレシピ（アンコール）

### DISC-2
- 特典映像

1. MC in Zepp Tokyo(2009.3.24)
2. ボクノート in Zepp Tokyo(2009.3.24)
3. バックステージドキュメント in Zepp Tokyo(2009.3.25)